# Getman-Piedmont-Gletscher
Der Getman-Piedmont-Gletscher ist ein Vorlandgletscher an der Bowman-Küste des Grahamlands auf der Antarktischen Halbinsel. Er liegt zwischen der Reichle Mesa und dem Three-Slice-Nunatak am östlichen Ende der Joerg-Halbinsel.
Geodätisch vermessen und aus der Luft fotografiert wurde er bei der United States Antarctic Service Expedition (1939–1941) und bei der Ronne Antarctic Research Expedition (1947–1948). Weitere Vermessungen nahm der Falkland Islands Dependencies Survey zwischen 1946 und 1948 vor. Das Advisory Committee on Antarctic Names benannte ihn 1977 nach Commander Robert Tracy Getman (1932–2013) von der United States Coast Guard, Executive Officer auf der USCGC Southwind während der Operation Deep Freeze des Jahres 1969.